# Энгель, Микаэла
 Микаэла Энгель (дат. Mikaela Engell; род. 4 октября 1956, Копенгаген) — государственный и политический деятель Гренландии.

## Биография
Ранее работала в министерстве иностранных дел Дании, сначала была постоянным секретарём, а затем в должности советника. В настоящее время является Верховным комиссаром Гренландии, эту должность она занимает с 1 февраля 2011 года. В этой должности Микаэла Энгель имеет место в гренландском парламенте, представляющем монарха и правительство Дании, и имеет право выступать там, но не имеет права голоса. Также является членом Датско-гренландского культурного фонда.

## Примечание
1. ↑  stm.dk. Дата обращения: 27 сентября 2020. Архивировано 26 октября 2013 года.